# استان کازرتا
استان کازرتا (ایتالیایی: Provincia di Caserta) استانی در ناحیهٔ کامپانیای ایتالیا و مرکز آن شهر کازرتا است. کاخ سلطنتی قدیمی کازرتا در نزدیکی این شهر قرار دارد. این استان ۲٬۶۳۹ کیلومترمربع مساحت داشته و  ۱۰۴ کُمونه یا شهرستان را شامل می‌شود. جمعیت کل استان کازرتا در سال ۲۰۰۵ برابر با ۸۷۹٬۳۴۲ نفر بوده است. 

## کُمونه‌های مهم
مهمترین کمونه‌ها یا شهرستان‌های استان کازرتا از نظر جمعیتی بر پایهٔ آمار سال ۲۰۰۵ میلادی به ترتیب زیر است:
| کمونه                  | جمعیت  |
| ---------------------- | ------ |
| کازرتا                 | ۷۹٫۶۰۸ |
| اَوِرسا                  | ۵۳٫۱۰۰ |
| مارچانیزه              | ۴۰٫۰۹۴ |
| مادالونی               | ۳۸٫۲۸۸ |
| سانتا ماریا کَپوا ویتِره | ۳۱٫۰۱۵ |
| موندراگونه             | ۲۶٫۶۱۲ |
| سِسا اورونکا            | ۲۲٫۸۹۲ |
| کاستل وُلتورنو          | ۲۱٫۸۳۸ |
| کاسال دی پرینشیپه      | ۲۰٫۲۱۶ |
| سان نیکولا لا استرادا  | ۲۰٫۰۴۱ |
| کَپوا                   | ۱۹٫۰۶۹ |
| زان فلیچه آ کانچلو     | ۱۷٫۲۳۸ |
| اُرتا دی آتِلا           | ۱۶٫۱۴۱ |
| تِرِنتولا دوچِنتا         | ۱۵٫۳۳۶ |
| کاساجُووه               | ۱۴٫۷۵۴ |
| سانتا ماریا آ ویکا     | ۱۳٫۸۹۰ |
| سَنتارپینو              | ۱۳٫۷۶۴ |
| لوشانو                 | ۱۳٫۵۷۰ |